# Флорін Константіновіч
Флорін Константіновіч (рум. Florin Constantinovici, нар. 12 лютого 1968, Бухарест) — румунський футболіст, півзахисник клубу «Політехніка» (Тімішоара). По завершенні ігрової кар'єри — тренер. З 2019 року входить до тренерського штабу збірної Румунії.
Виступав, зокрема, за клуб «Рапід» (Бухарест), а також національну збірну Румунії.

## Клубна кар'єра
Народився 12 лютого 1968 року в місті Бухарест.
У дорослому футболі дебютував 1988 року виступами за команду «Рапід» (Бухарест), у якій провів п'ять сезонів, взявши участь у 133 матчах чемпіонату. Більшість часу, проведеного у складі бухарестського «Рапіда», був основним гравцем команди.
Згодом з 1993 по 2002 рік грав у складі команд «Динамо» (Бухарест), «Рапід» (Бухарест), «Геренвен», «Брашов», «Рапід» (Бухарест) та «Хапоель Цафрірім» (Холон).
До складу клубу «Політехніка» (Тімішоара) приєднався 2002 року.

## Виступи за збірну
У 1991 році дебютував в офіційних матчах у складі національної збірної Румунії.

## Кар'єра тренера
Розпочав тренерську кар'єру невдовзі по завершенні кар'єри гравця, 2004 року, увійшовши до тренерського штабу молодіжної збірної Румунії, де пропрацював з 2004 по 2019 рік.
З 2019 року входить до тренерського штабу збірної Румунії.